# Egon Vůch
Egon Vůch (* 1. února 1991 Plzeň) je bývalý český profesionální fotbalista, který hrával na pozici krajního záložníka. Svou hráčskou kariéru na profesionální úrovni ukončil v roce 2020. V roce 2012 odehrál také 4 utkání v dresu české reprezentace do 21 let.
Vůch nastoupil v české nejvyšší soutěži k 123 zápasům, v nichž vstřelil 11 gólů. Do ligy vstoupil v sezoně 2011/2012 v dresu Teplic. Vůch získal jeden ligový titul s Plzní v sezoně 2015/2016. Mimo Česko působil také v Kazachstánu.

## Klubová kariéra
Vůch působil v menších klubech v rodné Plzni (FK Košutka, 1. FC Plzeň a SK ZČE Plzeň), v roce 2005 se přesunul do akademie Příbrami a po čtyřech letech zamířil do Bohemians 1905. V roce 2010 byl rovněž na testech v nizozemském Feyenoordu Rotterdam.
V létě 2010 zamířil na doporučení trenéra Jindřicha Trpišovského do třetiligového klubu SK Hlavice.

### Teplice
V lednu 2011 uspěl Vůch na testech v prvoligových Teplicích, se kterými podepsal smlouvu. Svůj debut v české nejvyšší soutěži si Vůch odbyl 22. srpna 2011, kdy nastoupil do druhého poločasu utkání proti pražské Slavii. Během podzimní části sezony začal Vůch pravidelně nastupovat a 27. listopadu vstřelil svou první branku v utkání proti Bohemians 1905 při výhře 2:0. Pod trenérem Petrem Radou se v jarní části sezony stal stabilním členem základní sestavy Teplic a 6. května 2012 v domácím utkání proti Dukle Praha gólem přispěl k výhře 4:0. V sezoně 2011/12 nastoupil dohromady do 27 utkání, v nichž vstřelil 2 branky a přidal 2 asistence a za své výkony byl odměněn premiérovou pozvánkou do české reprezentace do 21 let.
O své místo v základní sestavě Teplic nepřišel ani v sezoně 2012/13 pod novým trenérem Zdeňkem Ščasným, kdy nastoupil do 28 zápasů s bilancí 2 branek a 5 asistencí. 7. října 2012 se střelecky prosadil v utkání proti Vysočině Jihlava a pomohl k výhře 3:1.
Na začátku sezony 2013/14 vypadl Vůch ze základní sestavy Teplic, v podzimní části ročníku nastoupil jen do dvou utkání jako střídající hráč.
V září 2013 byl společně se svým spoluhráčem Davidem Jablonským vyslýchán policií v rámci vyšetřování možné manipulace fotbalových zápasů ve prospěch asijských sázkařských gangů. Vůch ale údajně zmanipulovat zápas odmítl.
Do A-týmu Teplic se vrátil po přeřazení do juniorky až v lednu 2014. V průběhu celé sezony odehrál 12 utkání a připsal si 2 asistence.
V létě 2014 se dokázal Vůch znovu prosadit do základní sestavy Teplic. 22. srpna 2014 gólem přispěl k remíze 2:2 se Slovanem Liberec. O týden později skóroval také při remíze 1:1 se Zbrojovkou Brno. V průběhu podzimní části sezony patřil ke klíčovým hráčům Teplic, odehrál 18 utkání s bilancí 5 branek a 7 asistencí.
V lednu 2015 přestoupil Vůch do Plzně, se kterou podepsal smlouvu na 3,5 roku. Pro jarní část sezóny 2014/15 ale zůstal na hostování v Teplicích. Dohromady v celé sezoně odehrál Vůch 33 soutěžních zápasů, vstřelil v nich 6 branek a přidal 9 asistencí.
Dohromady v dresu Teplic nastoupil během čtyř let do 100 utkání s bilancí 11 branek a 18 asistencí.

### Viktoria Plzeň
V létě 2015 se Vůch vrátil do Plzně a zahájil s klubem letní přípravu. Svůj soutěžní debut v dresu Plzně si Vůch odbyl 1. srpna 2015, kdy se objevil v základní sestavě trenéra Miroslava Koubka proti pražské Dukle. Dne 27. srpna si odbyl také svůj debut v pohárové Evropě, když nastoupil do závěru utkání čtvrtého předkola Evropské ligy proti srbské Vojvodině Novi Sad a pomohl k postupu do základní skupiny. Dne 23. září vstřelil svou první branku v dresu Plzně, a to při výhře 2:0 ve třetím kole českého poháru proti Tachovu. 1. října nastoupil do závěru utkání skupinové fáze Evropské ligy proti španělskému Villarrealu. V průběhu podzimní části sezony odehrál Vůch jen 8 soutěžních utkání a v listopadu byl z disciplinárních důvodů přeřazen z A-mužstva do juniorského týmu.
V ročníku 2015/16 se částečně podílel na zisku mistrovského titulu Viktorie, klub dokázal ligové prvenství poprvé v historii obhájit.

#### Slovan Liberec (hostování)
V lednu 2016 odešel Vůch na půlroční hostování s opcí na trvalý přestup do Slovanu Liberec. Zájem o jeho služby měl také polský klub Zagłębie Lubin, ale Vůch preferoval Liberec i kvůli trenérovi Jindřichovi Trpišovském, jenž ho v minulosti trénoval. Svůj debut v novém klubu si odbyl 12. února při prohře 0:2 s Duklou Praha. Dne 27. února vstřelil své první dvě branky v dresu Liberce, a to při výhře 3:0 na půdě Teplic. V jarní části sezony patřil ke stabilním členům základní sestavy Liberce, odehrál 15 utkání a vstřelil 2 branky a pomohl ke konečné 3. příčce. Liberec se ale rozhodl neaktivovat přestupovou opci na Vůcha, a tak se záložník v létě 2016 vrátil do Plzně.
Pod novým trenérem Romanem Pivarníkem ale šanci v Plzni nedostal a v červenci následně odešel zpět na roční hostování s opcí do Slovanu Liberec. 28. července 2016 dvěma brankami rozhodl o výhře 2:1 na hřišti rakouské Admiry Wacker v prvním utkání 3. předkola Evropské ligy. Slovanu pomohl k postupu přes rakouský celek a následně asistencí ve čtvrtém předkole přispěl i k postupu přes AEK Larnaka do skupinové fáze soutěže. Jako stabilní člen základní sestavy odehrál všech šest utkání v základní skupině, gólem a asistencí rozhodl o výhře 3:0 nad Karabachem. 27. listopadu byl v ligovém utkání proti Slovácku po obdržení dvou žlutých karet vyloučen. V březnu 2017 chyběl Vůch v nominaci na sobotní zápas proti pražské Slavii a na sociálních sítích vyjádřil svůj nesouhlas s rozhodnutím trenéra. Za své chování se omluvil a dostal pokutu v řádu desetitisíců korun.
V průběhu celé sezony 2016/17 odehrál Vůch pod trenérem Trpišovským 30 zápasů s bilancí 4 branek a 7 asistencí; Slovan Liberec se opět rozhodl nevyužít přestupové opce.

### Angažmá v Kazachstánu
V létě 2017 opustil Českou republiku a zamířil za svým prvním zahraničním angažmá do Kazachstánu, kde posílil klub Tobol Kostanaj. Svůj debut si odbyl 17. června 2017, kdy se objevil v základní sestavě utkání proti Kajratu Almaty. 22. října zaznamenal Vůch svůj první hattrick v kariéře, a to při výhře 4:1 nad Okžetpes FK. V průběhu podzimní části sezony patřil ke stabilním členům základní sestavy, odehrál 12 utkání a vstřelil 3 branky.
V březnu 2018 se Vůch přesunul na hostování do jiného kazašského klubu, a to do Šachťoru Karaganda, kde hrál po boku Lukáše Droppy. Během roku 2018 odehrál v kazašském klubu 26 soutěžních utkání s bilancí 3 branek a 4 asistencí.

### Návrat do Česka
V únoru 2019 se Vůch vrátil do české ligy, když podepsal smlouvu s prvoligovou Příbramí. V dresu Příbrami ale nastoupil během půlročního angažmá jen do dvou prvoligových utkání jako střídající hráč.
V létě 2019 se Vůch přesunul do kádru třetiligových Domažlic. V podzimní části sezony 2019/20 nastoupil do 12 soutěžních utkání, v nichž vstřelil 2 branky. V březnu 2020 podepsal smlouvu s druholigovou Viktorií Žižkov. Během svého půlročního angažmá nastoupil do 11 utkání, v nichž vstřelil 1 branku.
V létě 2020 se vrátil zpátky do Domažlic. Během pandemie covidu-19 si přivydělával brigádou v supermarketu. V průběhu tří sezon odehrál v dresu Domažlic 29 soutěžních utkání s bilancí 7+7.
V srpnu 2023 se přesunul do rakouských nižších soutěží.

## Reprezentační kariéra
Egon Vůch je bývalým českým mládežnickým reprezentantem, v roce 2012 nastoupil do 4 utkání v dresu české reprezentace do 21 let.
Svůj debut si odbyl 25. dubna 2012 si v přátelském zápase v Senci proti Slovensku; utkání skončilo vítězstvím českého celku 2:1. Svůj soutěžní debut si odbyl 10. září při výhře 5:0 nad Walesem a pomohl k postupu do baráže o Mistrovství Evropy do 21 let. V říjnu nastoupil jako střídající hráč do obou utkání baráže proti Rusku, po výsledcích 0:2 a 2:2 ale Lvíčata na závěrečný turnaj nepostoupila.